# Ріхард Гюнге
Ріхард Гюнге (швед. Richard Gynge; 1 лютого 1987, м. Тюресе, Швеція) — шведський хокеїст, центральний нападник. Виступає за «Векше Лейкерс»  (Шведська хокейна ліга). 
Вихованець хокейної школи ХК «Гаммарбю». Виступав за ХК «Гаммарбю», «Брюнес» (Євле), ХК «Вестерос», ХК «Оскарсгамн», АІК (Стокгольм), «Динамо» (Москва), «Адмірал» (Владивосток), «Лев» (Прага). 
В чемпіонатах Швеції — 110 матчів (40+27), у плей-оф — 20 матчів (1+2). 